# John Cobb
Ne doit pas être confondu avec John B. Cobb.
John Rhodes Cobb, né le 2 décembre 1899 à Esher (Surrey, près du Circuit de Brooklands) où il résidait et mort le 29 septembre 1952 sur le loch Ness, est un pilote automobile britannique détenteur de plusieurs records de vitesse terrestre.

## Biographie

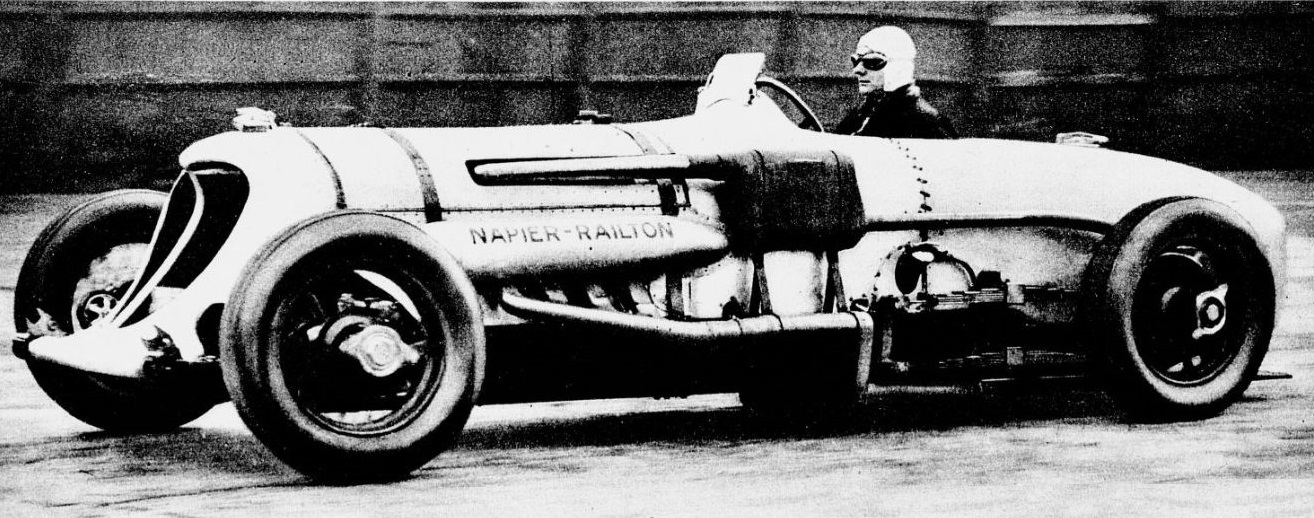
John Cobb et sa Napier-Railton 450 ch, pour 20 records du monde en juillet 1935 (à Bonneville Salt Flats, Utah) entre 50 km et 24 heures.

Il est l'un des directeurs de la société Anning, Chadwick and Kiver, spécialisée dans l'estimation et la vente de fourrures, une activité professionnelle lui laissant un temps libre suffisant pour assouvir ses passions en matière de vitesse en sports mécaniques et motonautiques.
En septembre 1935 il remporte les 500 miles de Brooklands, avec Tim Rose-Richards sur Napier-Railton. Il détient aussi l'ultime record établi sur un tour du circuit de Brooklands, à 230,84 km/h avec la Napier-Railton de 24 l, réalisé le 7 octobre 1935 en battant la performance de son ami Oliver Bertram. Il avait précédemment déjà amélioré en 1931 le temps de Sir Henry « Tim » Birkin enregistré sur une Bentley Blower No.1. En 1937, il remporte une seconde victoire lors des 500 miles, toujours sur Napier mais cette fois associé à Bertram (troisième en 1932 sur Talbot AV105 « monoposto », avec Brian Lewis).
Au cours de la Seconde Guerre mondiale, il sert initialement comme pilote dans la Royal Air Force, puis entre 1943 et 1945 il devient agent auxiliaire pour le fret aérien britannique. En 1941, il fait une apparition (non créditée) dans le film de propagande de guerre Target for Tonight. Il atteint le grade de capitaine.
Il meurt le 29 septembre 1952, en tentant de battre le record mondial de vitesse sur l'eau au loch Ness à bord du hors-bord le Crusader : alors qu'il venait de dépasser les 320 km/h, le bateau tapa soudain dans un sillage inexpliqué, déclarèrent certains habitants de Glenurquhart comme « ne pouvant qu'être celui d'un gros animal ». 
Il est enterré au cimetière de Christ Church (Esher).

## Victoires à Brooklands
- BARC 100 mph Short Handicap: août 1929, sur Delage V12
- Lightning Short Handicap: septembre 1929, sur Delage V12
- Devon Lightning Short Handicap: été 1930, sur Delage V12
- Lightning Short Handicap: août 1930, sur Delage V12
- Lightning Long Handicap: août 1930, sur Delage V12
- Lincoln Lightning Long Handicap: mars 1931, sur Delage V12
- Norfolk Lightning Short Handicap: mars 1932, sur Delage V12 (Easter Bank-Holiday BARC Open Meeting)
- BRDC British Empire Trophy: avril 1932, sur Delage V12
- Lightning Short Handicap: août 1933, sur Napier-Railton

## Records de vitesse terrestres homologués
- 1935 (juillet) à Bonneville Salt Flats (Utah/USA): 20 records du monde sur Napier-Railton de 450 ch : 50 kilomètres (248,526 km), 50 miles, 100 kilomètres, 100 miles, 200 kilomètres, 200 miles, 500 kilomètres, 500 miles, 1 000 kilomètres, 1 000 miles, 2 000 kilomètres, 2 000 miles, 3 000 kilomètres, 3 000 miles, 4 000 kilomètres, heure (245,694 km), 3 heures, 6 heures, 12 heures et 24 heures (5 203,568 km, soit 216,732 km/h de moyenne, relayé par Rose-Richards et Dodson à compter des 500 kilomètres)[4]
- 1938 (15 septembre) à Bonneville Salt Flats (Utah/USA): 563,58 km/h (sur Railton Special, à moteur à piston)
- 1939 (23 août) à Bonneville Salt Flats: 592,09 km/h (sur Railton Special)
- 1947 (16 septembre) à Bonneville Salt Flats: 634,39 km/h (sur Railton Mobil Special)

## Distinctions
- BRDC Gold Star: 1935 et 1937[5]
- Segrave Trophy (en) en 1947
- Queen's Commendation pour Brave Conduct, le 27 mars 1953, en raison de « services in attempting to break the world's water speed record, and in research into high speed on water, in the course of which he lost his life ».

## Sources et références
1. ↑  (en) « 1935 Brooklands September Race Meeting(2) », sur gracesguide.co.uk
2. ↑  (en) « Liste détaillée des victoires de Cobb en courses à Brooklands », sur TeamDAN.com
3. ↑  (en) « Les 500 miles de Brooklands », sur RacingSportsCars.com
4. ↑  Match Hebdo, L'Intran, 19 juillet 1935, no 469, p. 2
5. ↑  (en) « National F1 champions », sur forums.autosport.com, 31 janvier 2002